# Abby Road
Abby Road is de twaalfde aflevering van het zesde seizoen van de televisieserie ER, die voor het eerst werd uitgezonden op 3 februari 2000.

## Verhaal
De SEH krijgt een nieuw studente geneeskunde, Abby Lockhart. Zij was eerst verpleegster op de afdeling verloskunde en komt nu de SEH versterken.
Dr. Kovac en Hathaway hebben een jonge patiënt met gezondheidsproblemen, zij denkt dat zijn moeder de oorzaak hiervan is. De moeder injecteert haar zoon met Saline om hem zo een operatie te bezorgen.
Dr. Malucci is doodziek door de griep en smeekt dr. Weaver om hem naar huis te laten gaan. Dr. Weaver weigert dit en als zij later zelf ziek naar huis gaat, maakt dit dr. Malucci woedend.
Dr. Carter probeert een kind te helpen dat lijdt aan musculaire dystrofie, terwijl dr. Finch een kind helpt dat zichzelf injecteert met groeihormonen. 
Dr. Corday ontdekt per toeval dat haar moeder in Chicago is en besluit haar op te zoeken.
Lucy Knight behandelt een dakloze man die stervende is.
Dr. Benton en dr. Romano botsen met elkaar over een patiënte die een operatie nodig heeft.

## Rolverdeling

### Hoofdrollen
- Anthony Edwards - Dr. Mark Greene
- Noah Wyle - Dr. John Carter
- Laura Innes - Dr. Kerry Weaver
- Alex Kingston - Dr. Elizabeth Corday
- Judy Parfitt - Isabelle Corday
- Eriq La Salle - Dr. Peter Benton
- Michael Michele - Dr. Cleo Finch
- Goran Višnjić - Dr. Luka Kovac
- Paul McCrane - Dr. Robert Romano
- Erik Palladino - Dr. Dave Malucci
- Ming-Na - Dr. Jing-Mei Chen
- Kellie Martin - Lucy Knight
- Julianna Margulies - verpleegster Carol Hathaway
- Maura Tierney - verpleegster Abby Lockhart
- Yvette Freeman - verpleegster Haleh Adams
- Laura Cerón - verpleegster Chuny Marquez
- Deezer D - verpleger Malik McGrath
- Gedde Watanabe - verpleger Yosh Takata
- Conni Marie Brazelton - verpleegster Connie Oligario
- Dinah Lenney - verpleegster Shirley
- Pamela Sinha - verpleegster Amira
- Montae Russell - ambulancemedewerker Dwight Zadro

### Gastrollen (selectie)
- Giuliana Santini -  Kathleen Brant
- Dirk Blocker - Mr. Groder
- Shia LaBeouf - Darnel Smith
- Michael Mantell - Mr. Spencer
- Chris Marquette - Marty Dorset
- Alex Nevil - Mr. Dorset
- Pierrino Mascarino - Mr. Clayton
- Eric Nenninger - Jeremy Barnes
- Kymberly Newberry - Mrs. Bryant
- Clarinda Ross - Mrs. Foster